# Régiments croates des armées napoléoniennes

Hussard croate de la Grande Armée, 1813

Les régiments croates des armées napoléoniennes sont des régiments d'infanterie et de cavalerie d'origine croate levés dans les Provinces illyriennes - qui regroupaient des zones géographiques aujourd'hui autrichiennes, croates, italiennes et slovènes des Balkans - qui servirent dans les rangs de l'armée napoléonienne.

## Régiments sédentaires - chasseurs d'Illyrie
Six régiments sédentaires furent levés de 1809 à 1810:
- régiment Lika
- régiment Ottoschatz
- régiment Ogulin
- régiment Sluin
- 1er régiment du Banska Krajina
- 2e régiment du Banska Krajina

Ces unités portaient un habit marron et une culotte bleu de roi hérités de l'époque autrichienne.
Ces régiments sédentaires deviennent « régiments de chasseurs d’Illyrie » - numérotés de 1 à 6 - en  1810. L'uniforme « à la française » de ces régiments se composait alors d'un habit et d'une culotte bleus.

## Hussards croates
En février 1813, le général comte Bertrand ordonne par arrêté que chaque régiment de chasseurs d'Illyrie fournisse 100 hommes montés en vue de la constitution d'un régiment de hussards. Le commandement en sera confié au colonel Prués. Durant son éphémère existence, le régiment sera appelé à combattre des raids de pillards turcs aux côtés du 4e régiment de chasseurs.

## Serenazers ou serazzaners
Troupe levée en Croatie.